# Nandihizana
Nandihizana är en ort i Madagaskar.   Den ligger i regionen Analamanga, i den centrala delen av landet, 19 km öster om huvudstaden Antananarivo. Nandihizana ligger 1 365 meter över havet och antalet invånare är 5 000.
Terrängen runt Nandihizana är kuperad åt sydväst, men åt nordost är den platt. Runt Nandihizana är det ganska tätbefolkat, med 108 invånare per kvadratkilometer. Närmaste större samhälle är Antananarivo, 19,0 km väster om Nandihizana. Omgivningarna runt Nandihizana är en mosaik av jordbruksmark och naturlig växtlighet.